# Létfontosságú Magyar Vállalatok Biztonságáért Felelős Akciócsoport
A Létfontosságú Magyar Vállalatok Biztonságáért Felelős Akciócsoport a negyedik Orbán-kormány által a  koronavírus elleni védekezés kapcsán szükséges további intézkedésekről szóló  1101/2020. (III. 14.) Korm. határozattal létrehozott akciócsoportok egyike.

## Feladatai
A  Benkő Tibor honvédelmi miniszter vezetésével megalakult Létfontosságú Magyar Vállalatok Biztonságáért Felelős Akciócsoport  feladata
a) az ország működéséhez létfontosságú állami és nem állami gazdasági társaságok azonosítása,
b) a felügyelet esetleges átvételéhez szükséges előkészületek megtétele.
Benkő Tibor az M1 televízióban 2020. március 18-án bejelentette, hogy néhány száz olyan magyar vállalat van, amely a különleges jogrendben olyan infrastruktúrát képvisel, ahol a Magyar Honvédségnek szerepe lehet. Az ún. irányítócsoportok feladata, hogy a létfontosságú magyar vállalatok üzemelését, biztonságát elősegítsék. Az irányítócsoportokban rendőrök és a katasztrófavédelem munkatársai is részt vesznek. Az irányítócsoportok  nyomon követik és koordinálják a vállalati munkát. Tevékenységükről rendszeresen jelentést adnak a Honvédelmi Minisztériumban létrehozott irányítócsoportnak, amely az országos operatív törzsnek jelent. A miniszter kiemelte: a honvédelmi irányítócsoportok feladata kettős: a fizikai biztonság és a működőképesség feltételeinek biztosítása.

## A létfontosságú magyar vállalatok köre
A létfontosságú magyar vállalatok körét a létfontosságú rendszerek és létesítmények azonosításáról, kijelöléséről és védelméről szóló 2012. CLXVI. törvény alapján határozták meg.
Az érintett ágazatok: 
- infokommunikáció (ide tartozik az internet, hírközlés, rádiós távközlés, műsorszórás, postai szolgáltatások, kormányzati hálózatok),
- víz,
- közbiztonság-védelem,
- honvédelem,
- energia,
- közlekedés,
- agrárgazdaság,
- egészségügy,
- társadalombiztosítás,
- pénzügy.

Az egyes ágazatokhoz tartozó alágazatokat a törvény mellékletei sorolják fel.

## A létfontosságú magyar vállalatok listája
- MVM Paksi Atomerőmű Zrt.
- MOL Magyar Olaj- és Gázipari Nyrt.
- Mátrai Erőmű Zrt.
- MAVIR Zrt.
- FGSZ Zrt.
- Florin Zrt.
- NKM Áramhálózati Kft.
- MVM Magyar Villamos Művek Zártkörűen Működő Részvénytársaság
- NKM Földgázhálózati Kft.
- Magyar Földgáztároló Zártkörűen Működő Részvénytársaság
- Panrusgáz Gázkereskedelmi Zrt.
- Magyar Nemzeti Bank
- Magyar Pénzverő Zrt.
- Pénzjegynyomda Zrt.
- Befektető-védelmi Alap
- Budapesti Értéktőzsde Zrt.
- GIRO Elszámolásforgalmi Zrt.
- KELER Központi Értéktár Zrt.
- Országos Betétbiztosítási Alap
- MFB Magyar Fejlesztési Bank Zártkörűen Működő Részvénytársaság
- MEHIB Magyar Exporthitel Biztosító Zártkörűen működő Részvénytársaság/Magyar Export-Import Bank Zrt.
- HungaroControl Zrt.
- MÁV Zrt.
- GYSEV Zrt.
- Volánbusz Zrt.
- VPE Kft. VPE Vasúti Pályakapacitás-elosztó Kft.
- Magyar Közút Nonprofit Zrt.
- Magyar Posta Zrt.
- NHKV Nemzeti Hulladékgazdálkodási Koordináló és Vagyonkezelő Zrt.
- ALFÖLDVÍZ Regionális Víziközmű-szolgáltató Zártkörűen Működő Részvénytársaság
- BÁCSVÍZ Víz- és Csatornaszolgáltató Zártkörűen Működő Részvénytársaság
- BARANYA-VÍZ Víziközmű Szolgáltató Zártkörűen Működő Részvénytársaság
- Debreceni Vízmű Zártkörűen Működő Részvénytársaság
- DPMV Zrt. Dél-Pest Megyei Víziközmű Szolgáltató Zártkörűen Működő Részvénytársaság
- Délzalai Vízmű Zrt. Délzalai Víz- és Csatornamű Zártkörűen Működő Részvénytársaság
- DMRV Duna Menti Regionális Vízmű Zártkörűen Működő Részvénytársaság
- DRV Zrt. Dunántúli Regionális Vízmű Zártkörűen Működő Részvénytársaság
- ÉRV. Északmagyarországi Regionális Vízművek Zártkörűen Működő Részvénytársaság
- ZALAVÍZ Zrt. Észak-zalai Víz- és Csatornamű Zártkörűen Működő Részvénytársaság
- Fővárosi Csatornázási Művek Zártkörűen Működő Részvénytársaság
- Fővárosi Vízművek Zártkörűen Működő Részvénytársaság
- Heves Megyei Vízmű Zártkörűen Működő Részvénytársaság
- KAVÍZ Kaposvári Víz- és Csatornamű Korlátolt Felelősségű Társaság
- Kiskunsági Víziközmű-Szolgáltató Kft.
- MIVÍZ Miskolci Vízmű Korlátolt Felelősségű Társaság
- NYÍRSÉGVÍZ Nyíregyháza és Térsége Víz- és Csatornamű Zártkörűen Működő Részvénytársaság
- PANNON-VÍZ Regionális Önkormányzati Víziközmű-szolgáltató Zártkörűen Működő Részvénytársaság
- Szegedi Vízmű Zártkörűen Működő Részvénytársaság
- TETTYE FORRÁSHÁZ Pécsi Városi Víziközmű Üzemeltetési Zártkörűen Működő Részvénytársaság
- TRV Zrt. Tiszamenti Regionális Vízművek Zártkörűen működő Részvénytársaság
- VASIVÍZ Vas megyei Víz- és Csatornamű Zártkörűen Működő Részvénytársaság
- NISZ Zrt. Nemzeti Infokommunikációs Szolgáltató Zrt.
- Antenna Hungária Zrt.
- Antenna Hungária Magyar Műsorszóró és Rádióhírközlési Zrt.
- Duna Médiaszolgáltató Nonprofit Zrt.
- Médiaszolgáltatás-támogató és Vagyonkezelő Alap
- Auchan Magyarország Kft.
- Hungaropharma Gyógyszerkereskedelmi Zrt.
- VízTEC Víztechnológiai Segédanyagokat Forgalmazó Zártkörűen Működő Részvénytársaság
- Honvédelmi Minisztérium Elektronikai, Logisztikai és Vagyonkezelő Zártkörűen Működő Részvénytársaság
- Honvédelmi Minisztérium CURRUS Gödöllői Harcjárműtechnikai Zártkörűen Működő Részvénytársaság
- HM Arzenál Elektromechanikai ZRt
- HONVÉDELMI MINISZTÉRIUM ARMCOM Kommunikációtechnikai Zártkörűen Működő Részvénytársaság
- HM ZRÍNYI Térképészeti és Kommunikációs Szolgáltató Közhasznú Nonprofit Korlátolt Felelősségű Társaság
- Lechner Tudásközpont Területi, Építészeti és Informatikai Nonprofit Korlátolt Felelősségű Társaság
- TERRA Gyártó és Szolgáltató Zrt.
- Belügyminisztérium HEROS Javító, Gyártó, Szolgáltató és Kereskedelmi Zártkörűen Működő Részvénytársaság
- Adorján-Tex Konfekcióipari és Kereskedelmi Korlátolt Felelősségű Társaság
- KÖTIVIÉP"B Közép-Tisza Vidéki Vízépítő és Telekommunikációs Kft.
- Vasútegészségügyi Szolgáltató Nonprofit Közhasznú Kft.
- Magyar Nemzeti Vagyonkezelő Zrt.
- DISPOMEDICOR Egyszerhasználatos Orvosi Eszközöket és Műtét-technikai Termékeket Gyártó Zártkörűen Működő Részvénytársaság
- KURUCZ FARM Mezőgazdasági Korlátolt Felelősségű Társaság
- Robert Bosch Korlátolt Felelősségű Társaság [2]
- SCHOTT Hungary Gyógyszeripari Üvegtermék Gyártó Korlátolt Felelősségű Társaság
- MASTER GOOD Termelő és Kereskedelmi Korlátolt Felelősségű Társaság
- Kecskeméti Konzervgyártó és Kereskedelmi Kft.
- Júlia-Malom Élelmiszeripari és Kereskedelmi Korlátolt Felelősségű Társaság
- Gyermelyi Holding Zrt.
- Hungary – Meat Élelmiszeripari Termelő Szolgáltató és Kereskedelmi Kft.
- Hungrana Keményítő és Izocukorgyártó és Forgalmazó Kft.
- KALL Ingredients Kereskedelmi Kft.
- Győri Szeszgyár és Finomító Zrt.
- Pannonia Bio Zrt.
- Kartonpack Dobozipari Nyrt.[3]